# El Perro de Paterna
El Perro de Paterna  est le nom artistique d'Antonio Pérez Jiménez, chanteur de flamenco né en 1925 à Paterna de Rivera, Cadix et mort en 1997 dans la même ville.